# Vakuumrörsolfångare
Vakuumrörsolfångare är en typ av solfångare för uppvärmning av vatten som är uppbyggd av parallella rör och delvis liknar en gammal hederlig glastermos med dubbla glasrör och ett isolerande vakuum däremellan. Tekniken anses ofta fortfarande vara ny men har funnits åtminstone sedan sjuttiotalet och är idag väl beprövad.
Som all teknik vidareutvecklas vakuumrörsolfångare hela tiden och når idag de högsta värden mätt i verkningsgrad man kan uppnå, jämfört med andra solfångartekniker. Tidiga barnsjukdomar, främst tappat vakuum mellan rören har idag åtminstone hos ledande leverantörer i stort sett försvunnit, vissa leverantörer lämnar upp till 10 års garanti och den beräknade livslängden för panelen som helhet är över fyrtio år. Det finns vakuumrörsolfångare med platta absorbatorplåtar inne i röret där varje rör individuellt bör riktas mot söder/solen, rör med 360 graders absorbator som räknas till de mest effektiva och hållbara, samt heatpipesolfångare som är ett kapitel för sig. Den andra förhärskande tekniken är plansolfångare.
Som en jämförelse med plana solfångare är vakuumrörsolfångare ibland mer yteffektiva, fungerar i stort sett året om så länge solen avger tillräckligt kraftigt (även under lite mulna dagar finns och tas tillvara ir- och uv-strålning!) ljus och det inte finns någon frost eller snö på panelen. Vakuumet isolerar så pass bra att insidan av röret blir mycket varmt även om utomhustemperaturen ligger på exempelvis -20 grader C. Vissa fabrikat har dock haft problemet att rören kan tappa vakuumet och därmed mycket av isoleringsförmågan. Rörsolfångare är oftast dyrare i inköp, flera fabrikat är dock mycket enkla att montera, utan större ingrepp i yttertaket och därmed tidseffektivt, vilket kan väga upp. 
Rörsolfångare finns med antingen platt absorbator inne i röret eller den överlägset bättre 360graders absorbator som ligger i form av mer eller mindre avancerade beskiktning skyddad mellan de två glasrören. Sistnämnda är mycket mindre känslig för avvikande monteringsvinklar, låga infallsvinklar, och den sammanlagda ytan av det aktiva skiktet absorbatorn är ofta större än panelens byggyta i kvadratmeter. I kombination med en bakomliggande reflektor som samlar och fokuserar ljuset kan detta ge mycket effektiva solfångare men skillnaderna mellan fabrikaten är tyvärr ganska stora. Rörsolfångare av bra kvalité är mycket hållbara och starka, enstaka skadade rör kan bytas ut till små kostnader utan att systemet behöver stängas av eller tappas på värmebärarvätska.
Enstaka tillverkare, i dagsläget främst i Schweiz arbetar med att göra tekniken för solkyla (eller "solar cooling" på engelska) mer tillgänglig och ekonomisk även för hushåll och mindre industrier. Rörsolfångare kan beroende på tillverkare monteras med vertikala och horisontella rör, liggande eller stående och kan även estetiskt vara en tillgång. En rörsolfångare utan bakomliggande reflektor men kan även utsättas för mycket större vind- och snölaster än en plansolfångare.